# Mansyū Ki-98
Mansyū Ki-98 – niezrealizowany projekt japońskiego samolotu Cesarskiej Armii Japońskiej z czasów II wojny światowej. Pierwotnie przeznaczony do zadań myśliwskich lub szturmowych, w trakcie trwania prac i nasilenia się amerykańskich nalotów na japońskie wyspy macierzyste przeznaczony do roli ciężkiego myśliwca wysokościowego.

## Historia
Prace nad samolotem o niekonwencjonalnym układzie aerodynamicznym rozpoczęto w połowie 1942 roku w Wydziale Technicznym Głównego Biura ds. Lotnictwa Armii (Rikugun Kōkū Honbu Gijutsubu). Pierwotnie były to jedynie prace koncepcyjne nad maszyną dwukadłubową, z centralnie położoną gondolą mieszczącą kabinę pilota i silnik ze śmigłem pchającym. Zastosowanie śmigła pchającego zmniejszało opór powietrza całej konstrukcji dzięki wyeliminowaniu zaburzonego strumienia zaśmigłowego, opływającego kadłub w tradycyjnych samolotach ze śmigłem ciągnącym. Dzięki umieszczeniu jednostki napędowej z tyłu kadłuba wygospodarowane zostało miejsce z przodu na uzbrojenie dużego kalibru. 
Nowy projekt otrzymał wojskowe oznaczenie Ki-98 oraz nazwę Sento/Shugekiki no Kenkyuki – Doświadczalny Samolot Myśliwski lub Szturmowy. Wyniki teoretycznych wyliczeń charakterystyk lotnych, jakie mogłaby osiągnąć prototypowa konstrukcja, były na tyle obiecujące, iż w styczniu 1943 roku wydział techniczny skierował projekt do realizacji. Zadania tego miały się podjąć Manshū Koku Hikōki Seizō Kabushiki Kaisha – Mandżurskie Zakłady Budowy Samolotów, mieszczące się w Mukdenie na terenie Mandżurii. Sprzyjającą okolicznością był fakt, iż biuro konstrukcyjne firmy zlokalizowane było w Tachikawie na terenie Rikugun Kokugijutsu Kenkyusho – Instytutu Doświadczalnego Techniki Lotniczej Armii (zwanego w skrócie Kogiken), co umożliwiało współpracę przy projekcie pomiędzy specjalistami z armii i wytwórni. 
Zaprojektowano całkowicie metalowy (stery i lotki miały być pokryte płótnem), wolnonośny dolnopłat o półskorupowej konstrukcji, z gwiazdowym, chłodzonym powietrzem 18-cylindrowym silnikiem Mitsubishi Ha-211 (Ha-43) o mocy startowej 2200 KM, przystosowanym do pracy w układzie pchającym śmigła z dwubiegową sprężarką i instalacją wtrysku wody z metanolem. Długi na około 2 metry wał miał napędzać czterołopatowe śmigło pchające. Gondola kadłubowa miała posiadać bardzo czystą linię aerodynamiczną, wloty powietrza do silnika, chłodnicy oleju i sprężarki zostały wpisane w obrys kadłuba. Również w kadłubie umieszczono chłodnicę oleju. Przewidywano zastosowanie silnego uzbrojenia strzeleckiego, składającego się z pojedynczego działka Ho-204 kalibru 37 mm oraz dwóch działek Ho-5 kalibru 20 mm. Przedział uzbrojenia wraz z amunicją zajmował cały przód gondoli kadłubowej. Pośrodku umieszczono kabinę pilota zakrywaną kroplową owiewką, zapewniającą bardzo dobrą widoczność we wszystkich kierunkach. Za kabiną umieszczono zbiornik oleju. Samolot miał być wyposażony w proste, trójdźwigarowe skrzydła o trapezowym obrysie, laminarnym profilu i niewielkim, 3° wzniosie na całej rozpiętości. W centropłacie oraz przed i pomiędzy dźwigarami umieszczono zbiorniki paliwa oraz wody z metanolem. Skrzydła miały być wyposażone w lotki i krokodylowe klapy. Po obu bokach kadłuba znajdowały się dwie belki ogonowe zakończone statecznikami pionowymi o eliptycznym obrysie, połączone statecznikiem poziomym. Do belek ogonowych chowane było podwozie główne, a do wnęki pod kabiną pilota – przednia goleń podwozia. Maszyna miała mieć nietypowe, jak na japońskie samoloty myśliwskie z okresu II wojny światowej, przednie podparcie. Z racji wysoko umieszczonej gondoli kadłubowej, zapewniającej swobodny ruch śmigła, wejście do kabiny pilota odbywało się poprzez właz umieszczony we wnęce przedniego koła. 
W maju 1943 roku zaakceptowano wstępny projekt Ki-98, a w zakładach w Mandżurii rozpoczęto budowę drewnianej makiety samolotu, którą ukończono pod koniec tego samego roku. Jeszcze w grudniu 1943 roku dokonano oceny gotowej makiety, która wypadła pozytywnie. Próby modelu, wykonane w tunelu aerodynamicznym należącym do Kogiken, przyniosły obiecujące wyniki dotyczące charakterystyki lotnej samolotu. W tych okolicznościach podjęto decyzje o rozpoczęciu budowy prototypu (o numerze seryjnym 9801). 
15 czerwca 1944 roku amerykańskie Boeingi B-29 dokonały nalotu na stalownię w Yawata. Japońskie lotnictwo armii, na barkach którego spoczywała obrona wysp macierzystych, nie dysponowało myśliwcami, które w efektywny sposób mogły przeciwdziałać nalotom prowadzonym z wysokości rzędu 10 tys. metrów. Zdając sobie sprawę z braku odpowiedniego sprzętu do walki, już w połowie 1942 roku Wydział Techniczny rozpoczął prace nad pozyskaniem samolotów zdolnych do lotów i działania na wysokim pułapie. Opóźnienia w budowie maszyn Nakajima Ki-87 i Tachikawa Ki-94 II skłoniły specjalistów z Wydziału Technicznego do zmiany pierwotnego przeznaczenia Ki-98. W zaistniałej sytuacji nowy samolot miał stać się ciężkim myśliwcem wysokościowym, przeznaczonym do walki z B-29. Aby sprostać nowym zadaniom, Wydział Techniczny zażądał wyposażenia samolotu w turbosprężarkę. 
Nowe wymagania opóźniły prace. Zastosowanie turbosprężarki wymagało przeprojektowania gondoli kadłubowej, która – aby pomieścić całą instalację – została wydłużona do 8,28 m. Zmieniono śmigło na czterołopatowe, przestawialne Hamilton Standard o średnicy 3,6 m. Aby zmieścić je pomiędzy belkami, konstruktorzy zmuszeni byli do ich rozsunięcia, tym samym przeprojektowania całego centropłata, skrzydeł i statecznika poziomego. W odróżnieniu od wstępnego projektu, w którym opuszczenie kabiny pilota podczas lotu możliwe było jedynie poprzez właz wejściowy po wcześniejszym wypuszczeniu podwozia; owiewka była zamontowana na stałe. W sytuacji awaryjnej była to bardzo duża niedogodność dla pilota. W nowym projekcie przewidziano możliwość odrzucenia owiewki i opuszczenia kabiny w sposób tradycyjny. Nie było to jednak rozwiązanie optymalne – wyskakującemu pilotowi groziło wpadnięcie w znajdujące się za kabiną śmigło. 
Nowy projekt Shisaku Kokodo Sentoki – Doświadczalny Wysokościowy Samolot Myśliwski – ukończono w październiku 1944 roku. W tym samym miesiącu ukończono budowę makiety gondoli kadłubowej. 
7 grudnia 1944 roku amerykańskie bombowce dokonały nalotu na zakłady Manshū w Mukdenie. Zniszczenia były na tyle poważne, iż szybkie rozpoczęcie dalszych prac, budowa prototypu i uruchomienie produkcji seryjnej było niemożliwe. W takiej sytuacji Wydział Techniczny anulował cały projekt. Pomimo tego w styczniu 1945 roku ponownie przystąpiono do budowy samolotu prototypowego. 8 sierpnia 1945 roku Związek Radziecki zaatakował wojska japońskie stacjonujące w Mandżurii. Do tego czasu praktycznie ukończono skrzydła, usterzenie oraz montowano gondolę kadłubową. Aby nie wpadły one w ręce wroga, pracownicy wytwórni zniszczyli zbudowane elementy oraz całą dokumentację techniczną.